# Pempheris schwenkii
Pempheris schwenkii is een straalvinnige vissensoort uit de familie van bijlvissen (Pempheridae). De wetenschappelijke naam van de soort werd voor het eerst geldig gepubliceerd in 1855 door Bleeker.